# Kärla-Kirikuküla
Kärla-Kirikuküla is een plaats in de Estlandse gemeente Saaremaa, provincie Saaremaa. De plaats heeft de status van dorp (Estisch: küla).
Tot in december 2014 behoorde Kärla-Kirikuküla tot de gemeente Kärla, tot in oktober 2017 tot de gemeente Lääne-Saare en sindsdien tot de fusiegemeente Saaremaa.

## Bevolking
Het dorp had 43 inwoners op 31 december 2011 en 44 inwoners op 31 december 2021.

## Ligging
Het dorp ligt ten noorden van de vlek Kärla. De Tugimaantee 78, de secundaire weg van Kuressaare via Kihelkonna naar Veeremäe, loopt door Kärla-Kirikuküla.

## Geschiedenis
Hoewel Kirikuküla ‘kerkdorp’ betekent, staat de kerk van Kärla in Kärla zelf.
De plaats werd voor het eerst genoemd in 1807 onder de naam Kirgokülla. Sinds 1923 heet ze Kiriku of Kirikuküla. In 1977 werd ze samengevoegd met het buurdorp Paiküla. In 1997 werden de twee dorpen weer uit elkaar gehaald.
In 2014 werd de gemeente Lääne-Saare gevormd. Bij Kaarma, dat ook bij de gemeente kwam, lag ook een dorp Kirikuküla. Daarom kreeg Kirikuküla bij Kaarma de naam Kaarma-Kirikuküla en Kirikuküla bij Kärla de naam Kärla-Kirikuküla.